# FAW Jiefang
FAW Jiefang è un'azienda produttrice di camion con sede a Changchun, nella provincia di Jilin, in Cina, ed è una sussidiaria del gruppo FAW. È il più grande produttore di camion pesanti in Cina. FAW Jiefang è stata fondata nel 2003 e conta oltre 22.000 dipendenti, producendo più di 500 diversi modelli di camion da 5 a 30 tonnellate. Ha una capacità produttiva annua di circa 200.000 veicoli.

## Storia
FAW Jiefang ha avuto origine come FAW Car Co., Ltd, fondata nel 1953. Il primo camion uscì dalle linee di produzione nel 1956. La tecnologia fu fornita dall'Unione Sovietica.
Nel dicembre 2020, il gruppo FAW annunciò la ristrutturazione di FAW Bestune e FAW Jiefang. Bestune fu trasferita da FAW Car a FAW Corporation Limited (FAW Group) e iniziò a operare in modo indipendente come consociata interamente controllata dal gruppo FAW. FAW Jiefang fu destinata alla quotazione sul mercato azionario.
Nel dicembre 2022, il gruppo FAW annunciò il trasferimento del 17,02% delle azioni di FAW Jiefang a Bestune, al fine di fornire supporto finanziario a quest’ultima.
Il 24 ottobre 2023, FAW e Huawei rafforzarono la loro partnership strategica firmando un memorandum d’intesa (MoU) che prevedeva la cooperazione in ambiti come l’intelligenza artificiale, la guida intelligente e l’abitacolo intelligente.

## Divisioni
FAW Jiefang è composta da varie consociate e divisioni:

### Qingdao Truck Division
La Qingdao Truck Division, situata a Qingdao, in Cina, è stata incorporata nel gruppo FAW nel 1993, e successivamente confluita nella società FAW Jiefang. Questa consociata conta 2.900 dipendenti e produce oltre 70.000 unità all'anno.

### WuXi Diesel Engine Works (FAWDE)
La divisione WuXi Diesel Engine Works (nota anche come FAWDE), con sede a Wuxi, nella provincia di Jiangsu, ha 4.000 dipendenti e produce motori diesel per gruppi elettrogeni, pompe d'acqua, carrelli elevatori, attrezzature agricole e camion. Fondata nel 1943, è entrata a far parte del gruppo FAW nel 1992. Produce circa 150.000 motori diesel all'anno.

### Deutz (Dalian) Engine
La joint venture Deutz (Dalian) Engine è gestita attraverso la consociata FAW Jiefang.

## Modelli

### Camion pesanti
I camion FAW Jiefang sono disponibili nelle configurazioni 6x2, 6x4 e 4x2.
Modelli in produzione:
- Jiefang J4R (dal 2002)
- Jiefang J5K (dal 2004)
- Jiefang HAN V (dal 2021)
- Jiefang J6L (dal 2010)
- Jiefang J6M (dal 2007)
- Jiefang J6V (dal 2022)
- Jiefang J7 (dal 2023)
- Jiefang JH6 (dal 2014)

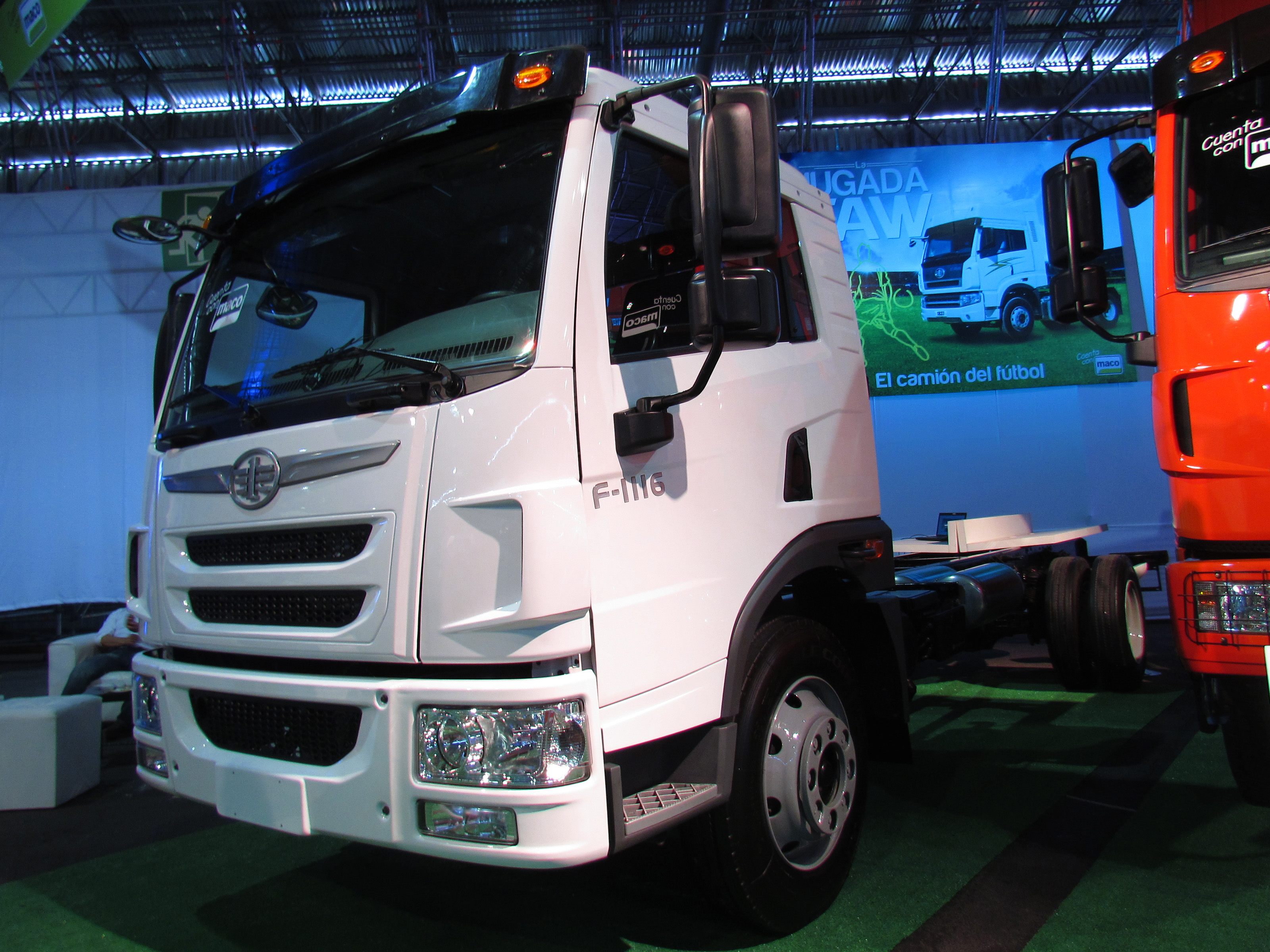
FAW Jiefang F-1116
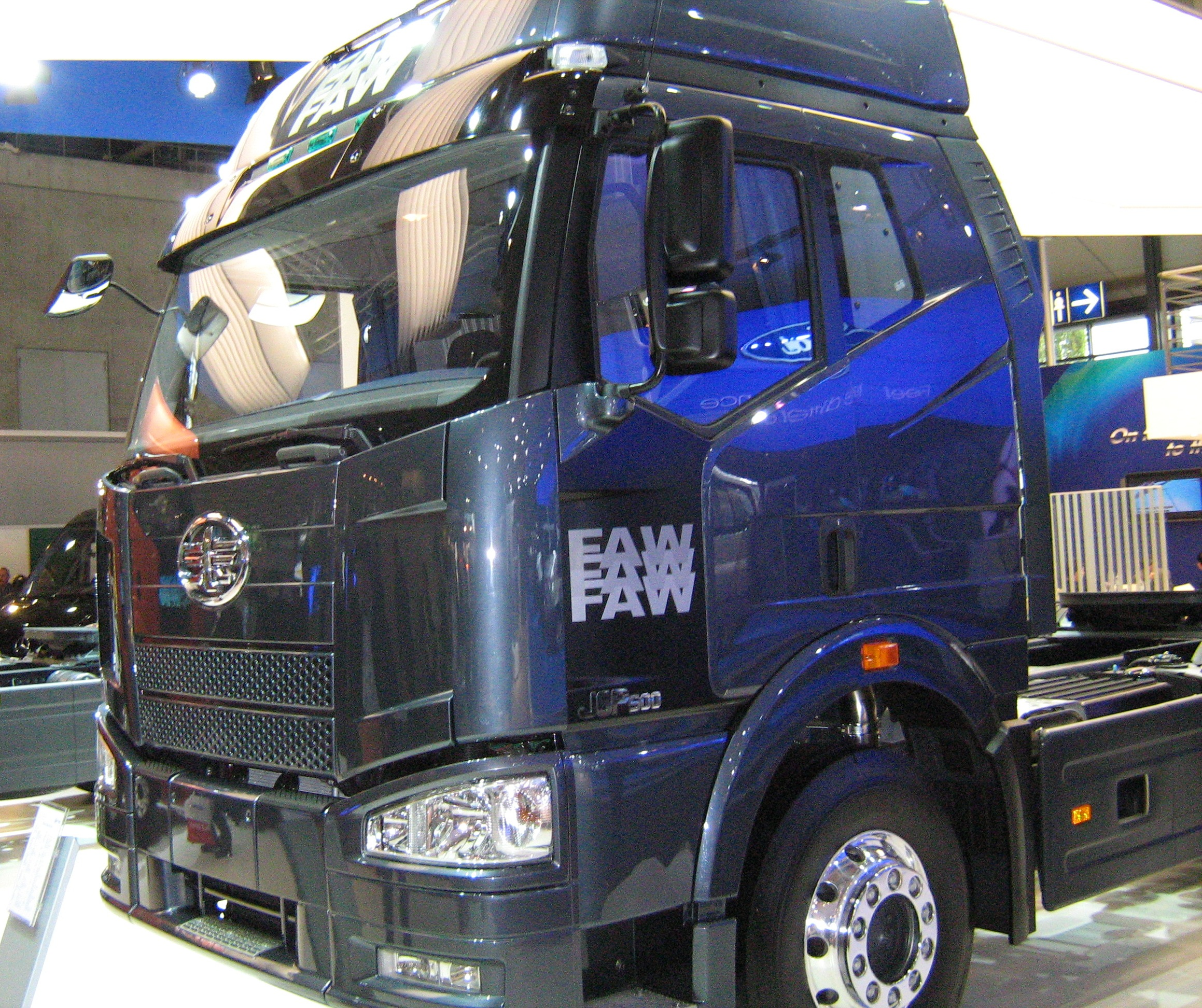
FAW Jiefang J6V
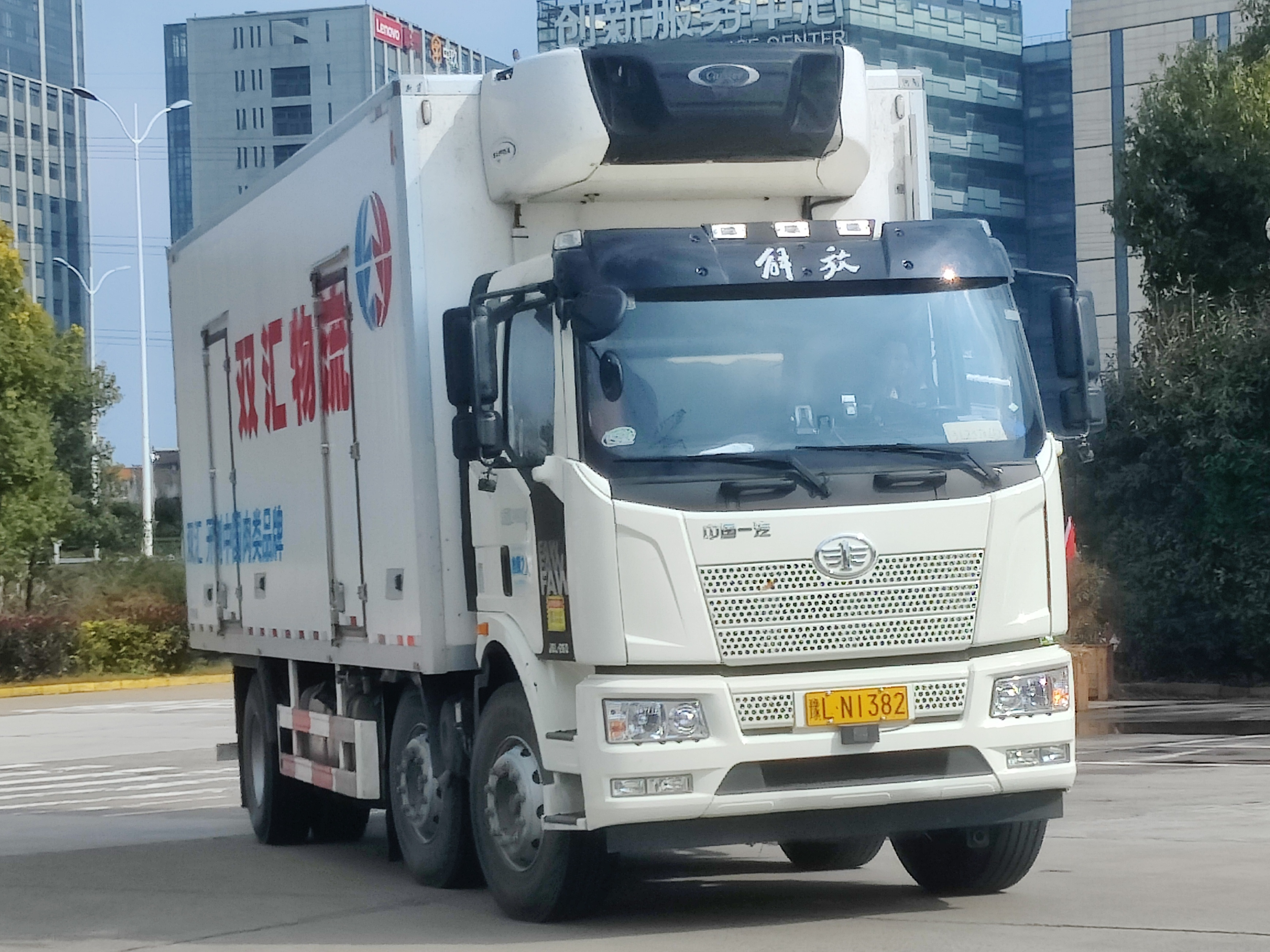
FAW Jiefang J6L
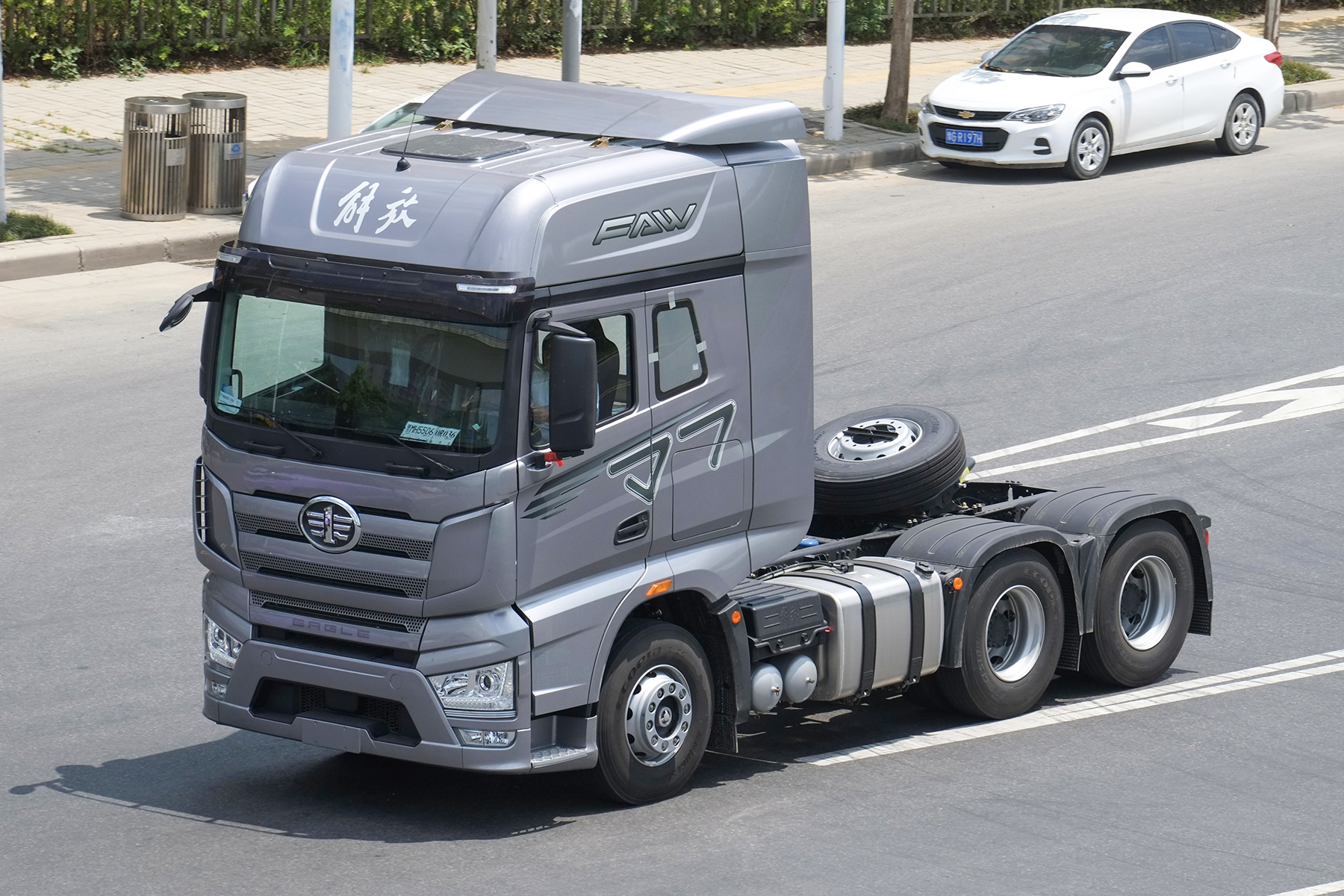
FAW Jiefang J7

### Camion commerciali leggeri
- Jiefang Tiger V
- Jiefang Tiger VH
- Jiefang Tiger LT
- Jiefang T80 / T90
- Jiefang J6F

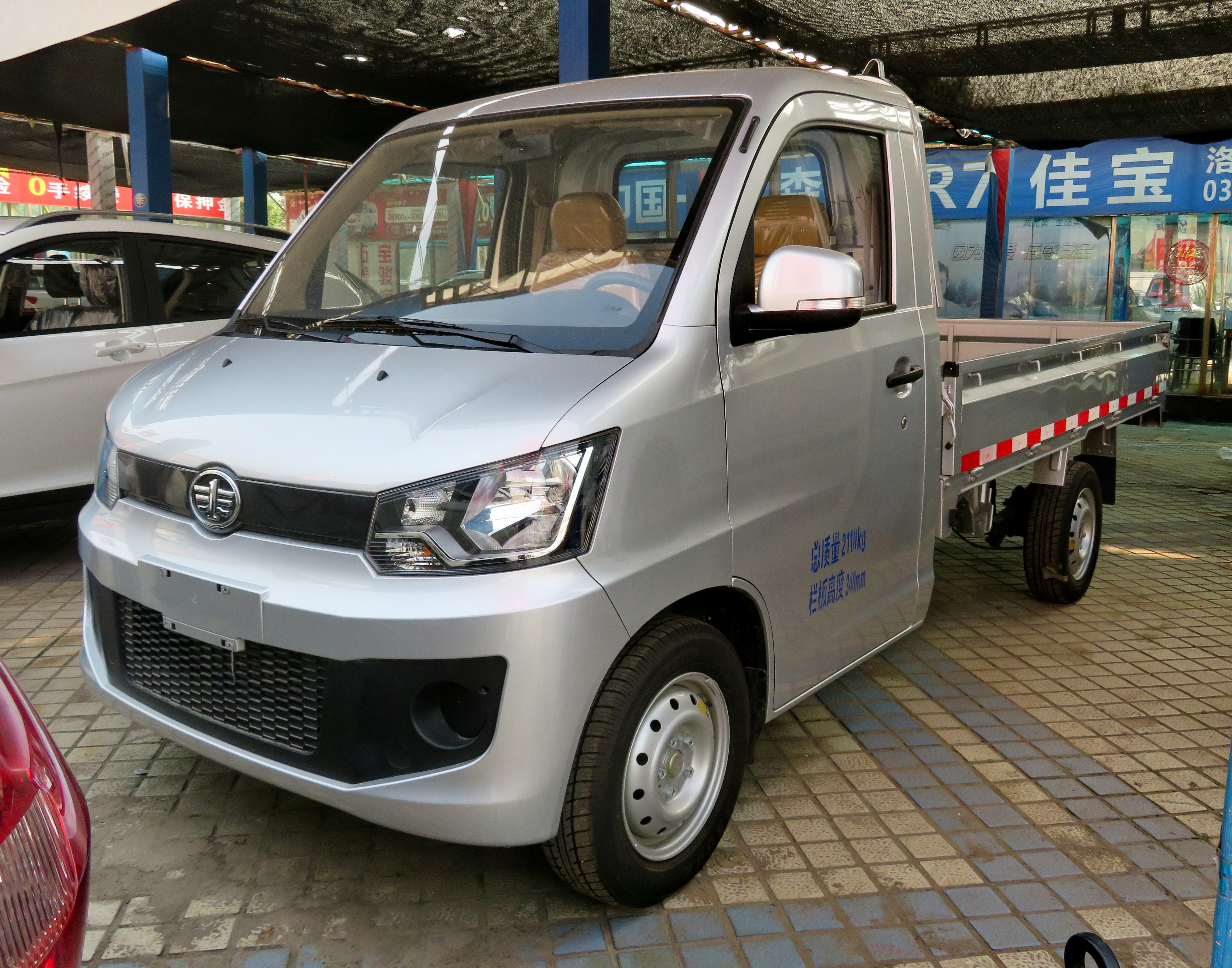
FAW Jiefang T80
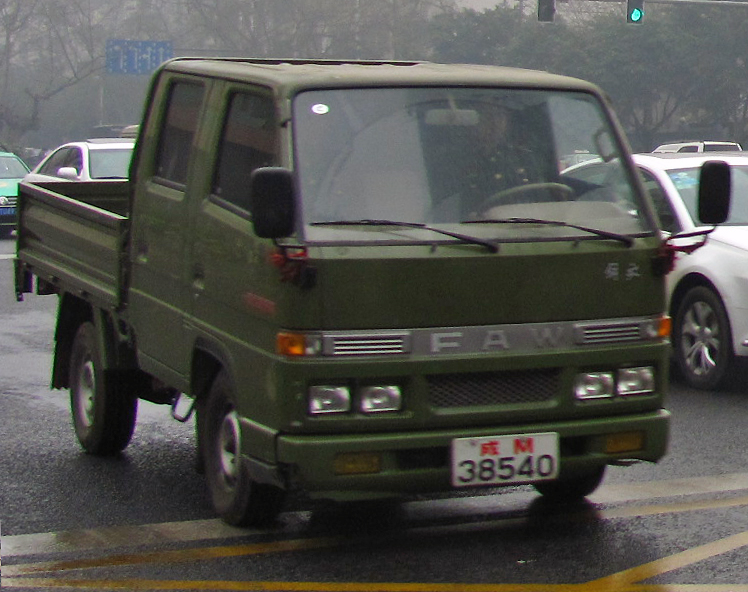
FAW Jiefang CA1020
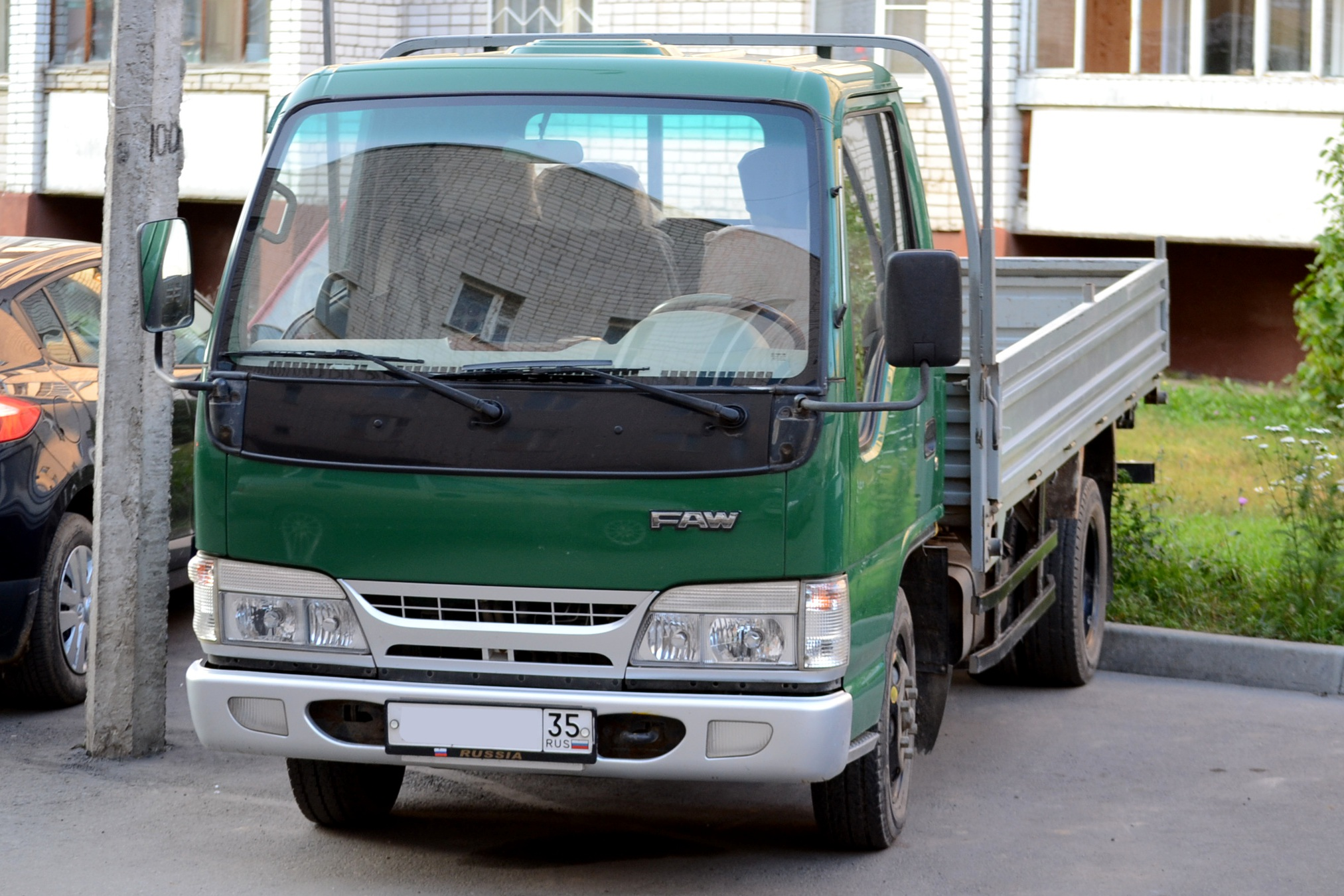
FAW Jiefang CA1031
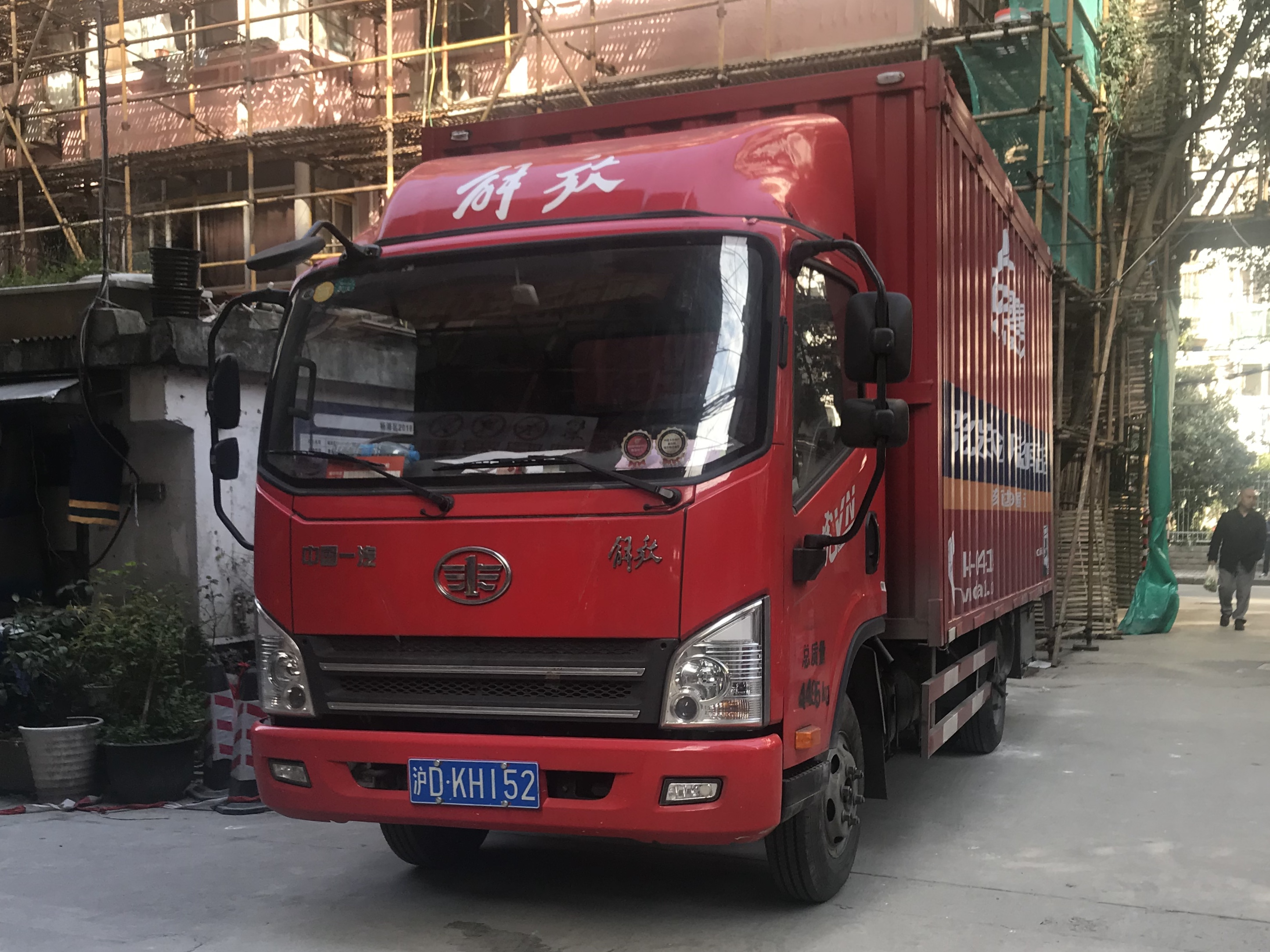
FAW Jiefang Hu V (Tiger V)

### Veicoli ad uso militare
- Jiefang MV3
- Jiefang CA-10 – copia su licenza dello ZIS-150 (1956–1986)
- Jiefang CA141 – versione evoluta del CA-10
- Jiefang CA-30 – copia su licenza dello ZIL-157 (1958–1986)
- Jiefang CA220
- Jiefang CA1091 – veicolo leggero da trasporto truppe (4x4)
- Jiefang CA1121 – impiego logistico e tattico (6x6)
- Jiefang EQ2102/CA1225